# Karwowo (województwo mazowieckie)
Karwowo – wieś w Polsce położona w województwie mazowieckim, w powiecie sochaczewskim, w gminie Sochaczew. Ma statussołęctwa.
W latach 1975–1998 miejscowość administracyjnie należała do województwa skierniewickiego.
Sąsiaduje z Altanką, Gawłowem, Żukowem i noszącą nazwę Karwowo dzielnicą Sochaczewa, położoną na lewym brzegu Bzury.
W Karwowie (dzielnicy Sochaczewa) znajduje się kościół parafialny św. brata Alberta. Proboszczem tej parafii jest ks. mgr Zbigniew Żądło.